# St. Meinolfus (Dörenhagen)

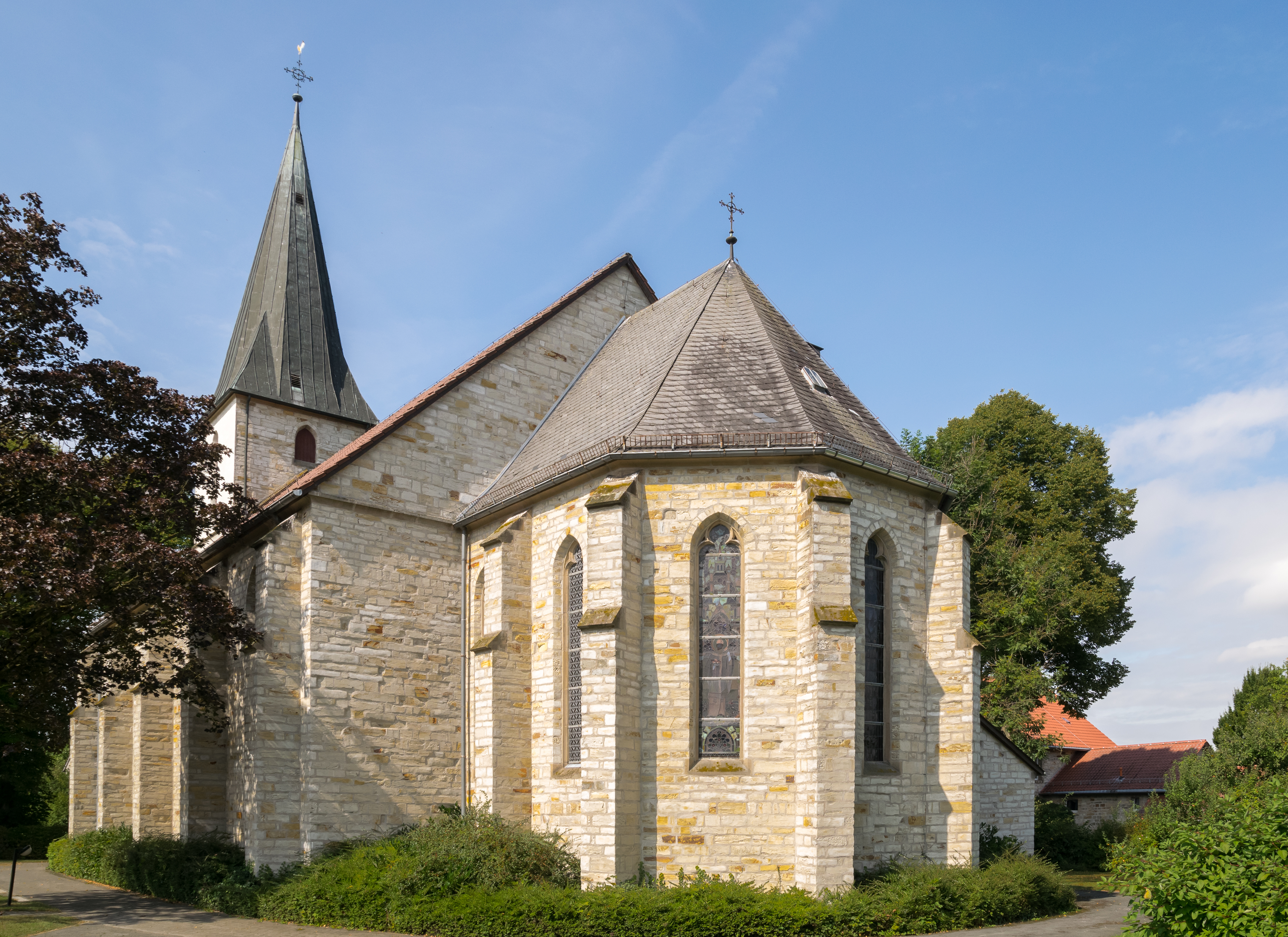
Dörenhagen, neue Kirche St. Meinolfus

Die römisch-katholische, denkmalgeschützte Pfarrkirche St. Meinolfus in Dörenhagen, einem Gemeindeteil der Gemeinde Borchen im Kreis Paderborn von Nordrhein-Westfalen, gehört zum Pastoralverbund Borchen im Dekanat Paderborn des Erzbistums Paderborn.

## Beschreibung
Die unverputzte Saalkirche wurde 1896/97 nach einem Entwurf von Arnold Güldenpfennig erbaut, da die um 1220 gebaute alte Pfarrkirche für die Gemeinde zu klein geworden war. Wie die alte Kirche trägt sie das Patrozinium des heiligen Meinolf. Die Kirche besteht aus einem einschiffigen Langhaus, das mit einem Satteldach gedeckt ist, einem eingezogenen, dreiseitig geschlossenen Chor im Osten, deren Wände von Strebepfeilern gestützt werden, und einem Fassadenturm im Westen, der mit einem achtseitigen Knickhelm bedeckt ist. In seinem Glockenstuhl hängt eine 1617 von Antonius Paris gegossene Kirchenglocke, die aus der alten Kirche übernommen wurde. 
Der Innenraum des Langhauses ist mit einem Kreuzgratgewölbe überspannt. Zur Kirchenausstattung gehören ein steinerner Hochaltar aus der Bauzeit, die Seitenaltäre aus Holz und das Taufbecken von 1685 aus der alten Kirche.